# درعام
الدَّرْعَام دويبة من القشريات متساوي الأرجل تنتمي إلى فصيلة Armadilla. موطنها البلاد الحارة والمعتدلة الحرارة من العالم القديم. كانت فيما مضى شائعة الاستعمال الطبي وتدخل خاصة في علاج اليرقان.

## معرض الصور

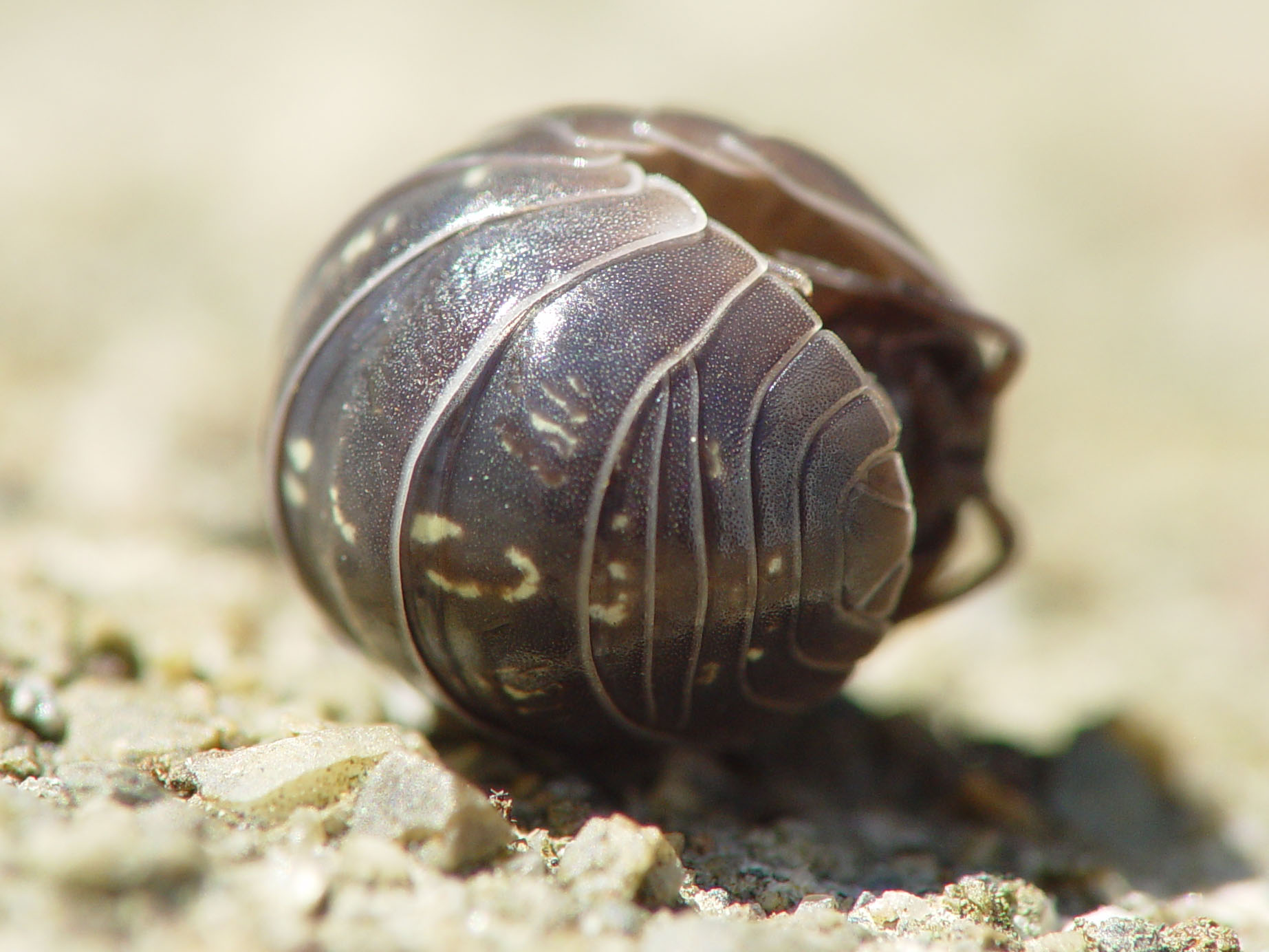
بدأ الدرغام في الانفتاح من وضعه الدفاعي
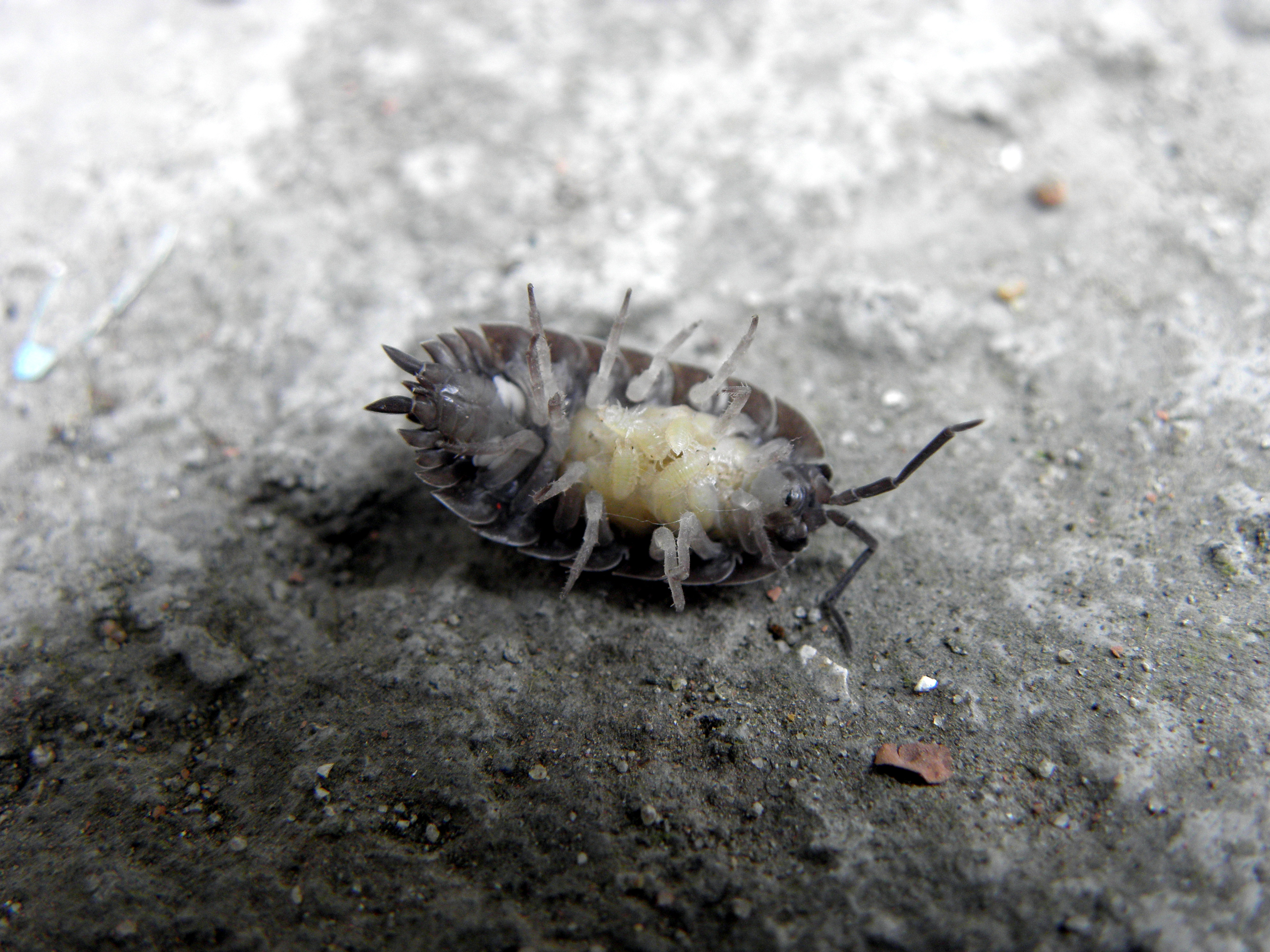
مخلبه على بطنه
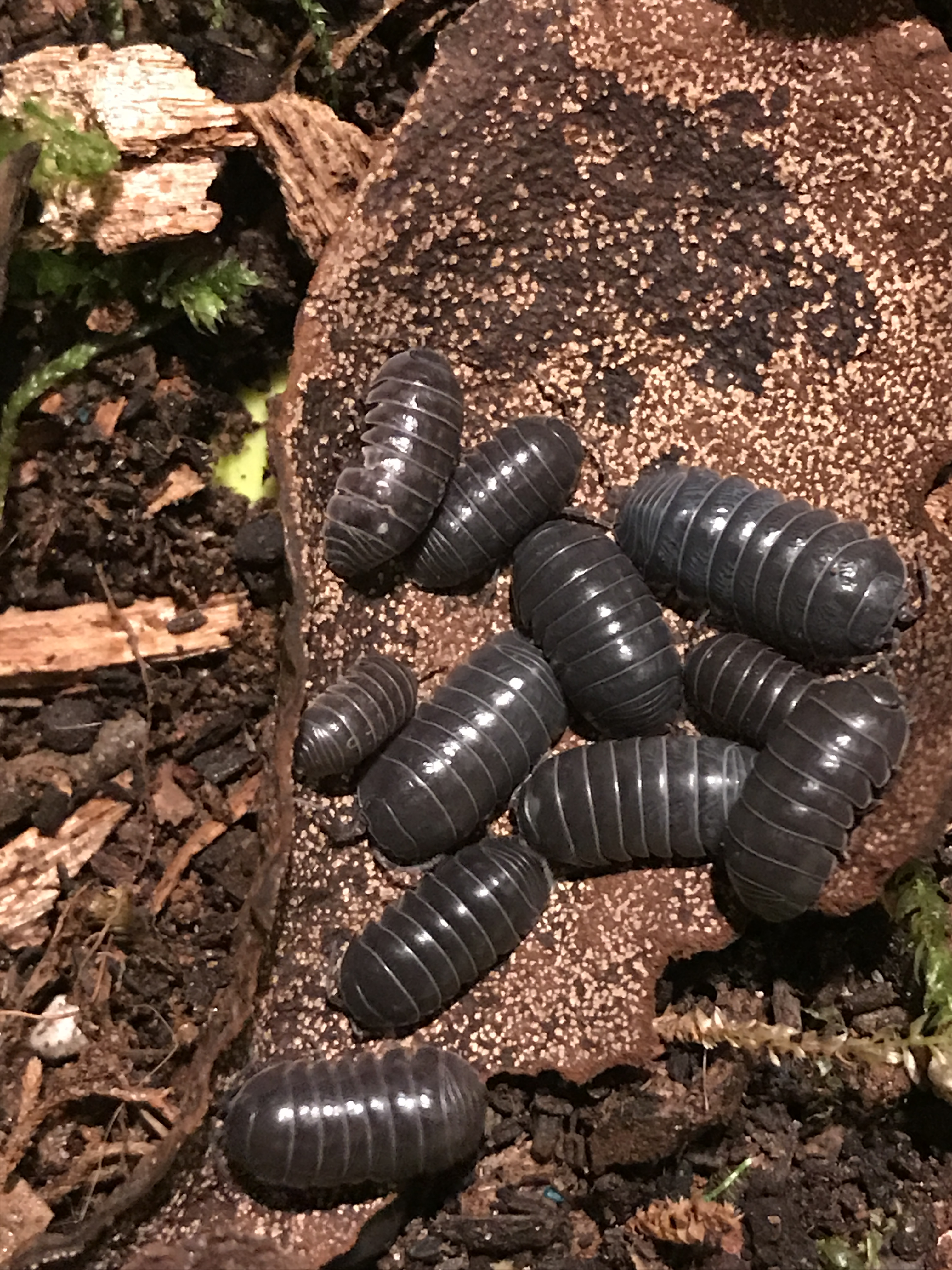
درغام بالغ